# La Thuile (Italia)
La Thuile (pron. fr. AFI: [la tɥil] , La Tchoueuille in patois valdostano) è un comune italiano di 771 abitanti situato nel vallone di La Thuile, valle laterale della Valle d'Aosta. 
La località La Thuile è conosciuta per essere uno dei più rinomati comprensori sciistici della Valle d'Aosta e d'Italia. Offre un collegamento internazionale con la stazione francese di La Rosière nell'ambito dell'Espace San Bernardo.

## Geografia fisica

### Territorio
È il secondo comune più occidentale della Valle d'Aosta. Il primo è Courmayeur (6°48'03''), mentre La Thuile culmina a 6°57'00''.
Il comune occupa la parte alta del vallone omonimo; si trova al confine con la Francia, alla quale è collegata con il Colle del Piccolo San Bernardo. Vi si può accedere anche attraverso il Colle San Carlo. A La Thuile, la Doire du Rutor confluisce nella Dora di Verney, affluente della Dora Baltea.
- Classificazione sismica: zona 3 (sismicità bassa)[8]

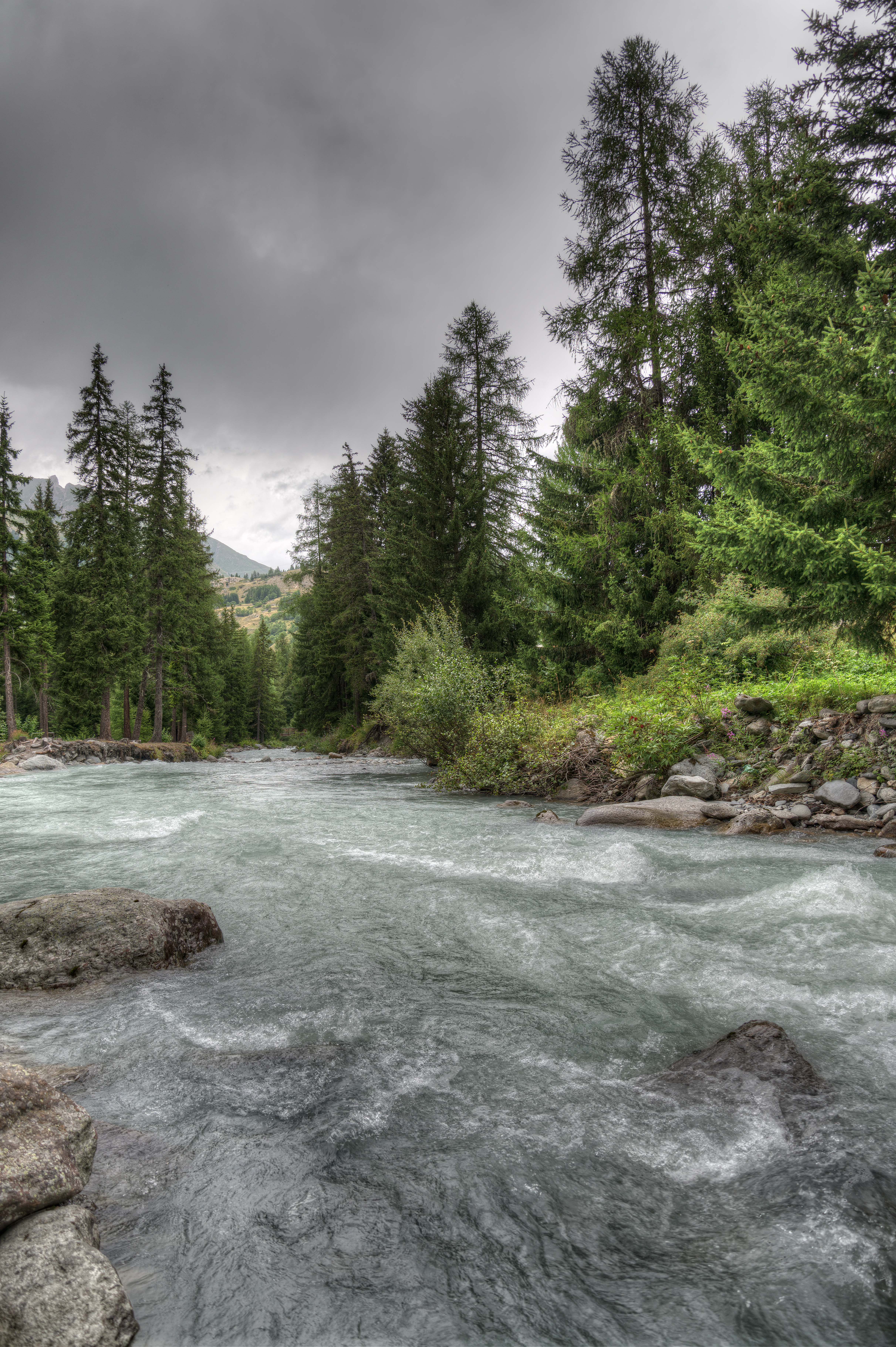
Il torrente Rutor

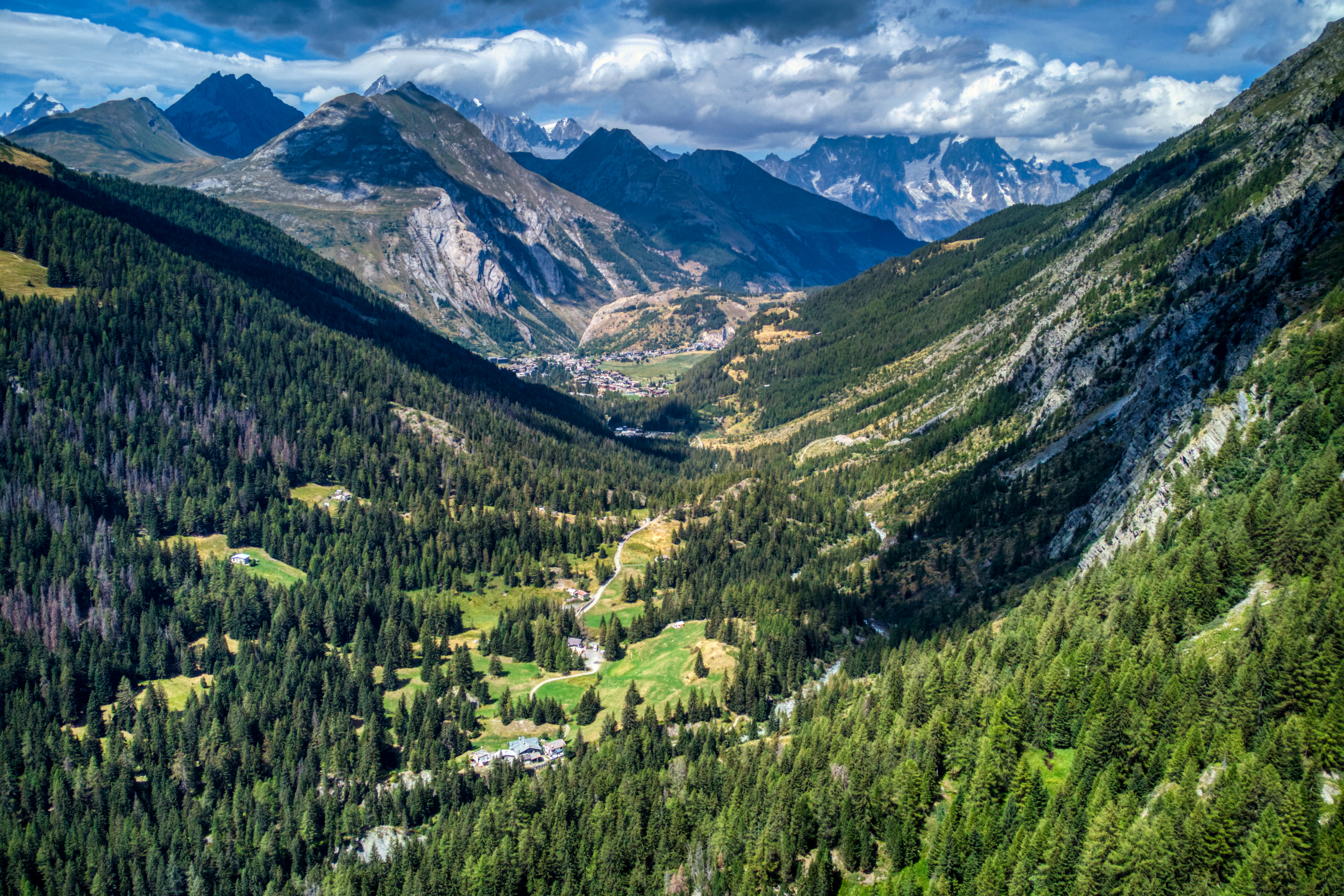
Il torrente Rutor e La Thuile

### Laghi
- Lac du Verney (2 089 m)
- Lac du Verney dessus (2 293 m)
- Lac du Tormotta (2 486 m)
- Lacs de la Bellecombe (2 347-2 400 m)
- Lacs du vallon des Ponteilles (2 551-2 660 m)
- Lac du vallon des Orgères (2 382 m)
- Lacs du glacier d'Arguerey (2 438-2 678-2 725 m)
- Lacs du glacier du Breuil (2 637-2 740 m)
- Lacs du glacier des Chavannes (2 631-2 698-2 714 m)
- Lac du Rutor (2 423 m)
- Lac des Saracs (2 388 m)
- Lac Glacial Marginal (2 503 m)
- Lacs Neufs (2 552 m)
- Lac Gris (2 532 m)
- Lac Vert (2 535 m)

## Origini del nome
Il toponimo La Thuile, presente anche in territorio francese e svizzero, nelle regioni limitrofe, appare sotto varie forme a partire dal 1040 come Thuilia, Tuelia, La Tueilli, Tuilla, Tullia e La Tuile. Essi rifletterebbero la voce francese Tuile, ossia tegola, oppure dal cognomen latino Tullius.
In epoca fascista il toponimo fu italianizzato in Porta Littoria, dal 1939 al 1946.

## Storia
La presenza del Colle del Piccolo San Bernardo rende certa la presenza umana fin da tempi antichi: in epoca romana il paese aveva il nome Ariolica, mentre in epoca medievale portava il nome di Thuilia. Il toponimo attuale compare nel 1760, sostituito solo nel periodo fascista dal nome Porta Littoria. Da La Thuile, in epoca romana, passava la via delle Gallie, strada romana consolare fatta costruire da Augusto per collegare la Pianura Padana con la Gallia.
Fu tra i primi domini di Casa Savoia, insieme alla Tarentaise e alla Maurienne, nel X secolo. La Thuile ricoprì uno strategico ruolo militare tra il XVIII e la prima metà del XX secolo, essendo il Colle del Piccolo San Bernardo a guardia del passaggio fra Tarantasia e il Ducato d'Aosta, e dunque importante nei conflitti tra Regno di Francia e Regno di Sardegna (Guerra della Grande Alleanza, Guerra di successione spagnola, Guerra di successione austriaca, Campagna d'Italia della Rivoluzione Francese). La Thuile fu quindi occupata da truppe francesi nel 1704 e poi di nuovo nel 1794.
Nel XX secolo vide combattimenti dell'esercito regolare contro la Francia quando, il 10 giugno 1940, l'Italia fascista le dichiarò guerra. Questo attacco italiano alla Francia già vinta dai tedeschi fu definito un coup de poignard dans le dos (una pugnalata alla schiena). Dopo l'8 settembre 1943 vi furono combattimenti dei partigiani italiani e francesi (maquis) contro le truppe di occupazione della Germania nazista. Il centro fu protagonista anche di un episodio avvenuto durante l'invasione francese dell'Italia, dove truppe partigiane delle Fiamme Verdi e soldati della Repubblica Sociale Italiana appartenenti alla Divisione Alpina Monterosa fermarono le truppe francesi in un'insolita alleanza fino all'arrivo delle truppe americane, che intimarono alle truppe del generale Paul-André Doyen la ritirata, che venne accettata dai francesi solo nel maggio 1945.
Nel 1947, ai sensi del Trattato di Parigi, un territorio di 3,22 kmq appartenente al comune de La Thuile e comprendente l'Albergo del Piccolo San Bernardo fu assegnato alla Francia.
Nel 1964 la Società generale dell'industria svizzera avvia nel settore ricerca e sviluppo la creazione a La Thuile della stazione sciistica Valrutor. Jean de Senarclens segue il primo progetto degli impianti che non verrà poi sostenuto dagli investitori svizzeri. La stazione sciistica verrà quindi realizzata con investitori italiani.

### Simboli

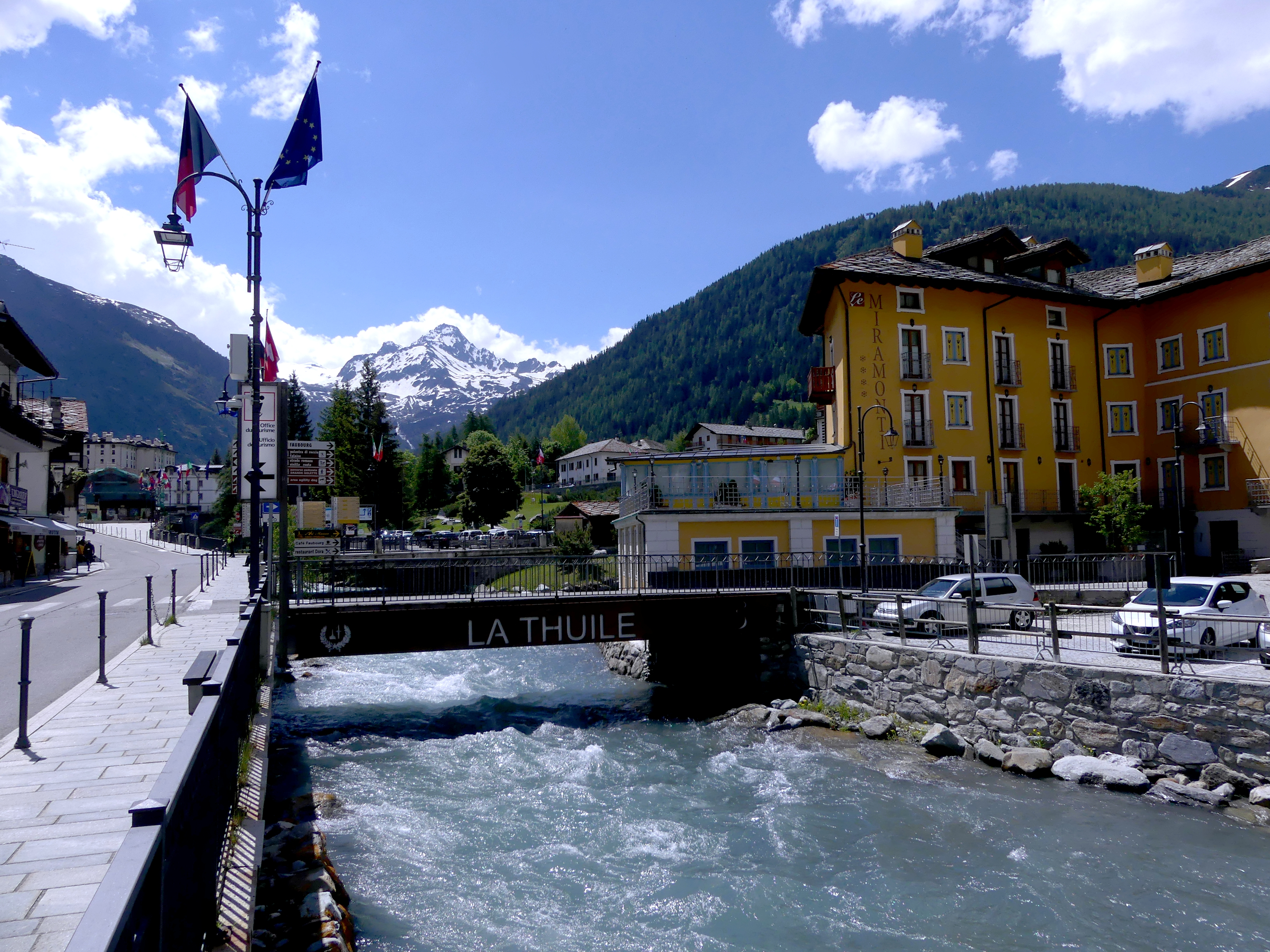
Vista di La Thuile

Lo stemma comunale e il gonfalone sono stati concessi con decreto del presidente della Repubblica del 16 luglio 1996.
La prima partizione dello scudo si ispira all'emblema della prevostura di Mont-Joux (Gran San Bernardo). Da questa dipese, tra il 1466 e il 1752, l'ospizio di Colonne-Joux (denominazione precedente del colle del Piccolo San Bernardo), che sorge accanto alla columna Iovis, un'antica colonna romana tuttora esistente che, sino alla fine dell'Ottocento, era sormontata da una croce, oggi sostituita da una statua di san Bernardo.
Lo smalto nero dello sfondo allude alle miniere di carbone locali che rifornirono le acciaierie di Aosta dal 1928 al 1966.
La croce sabauda d'argento in campo rosso, ricorda che il territorio di La Thuile, come tutta la Valdigne, faceva parte dei territori sotto il diretto dominio dei Savoia. Il giglio d'oro è ripreso dal blasone dei nobili Du Châtelard, che a La Thuile possedevano una casaforte.
Il gonfalone è un drappo partito di rosso e di nero.

## Monumenti e luoghi d'interesse

### Architetture religiose
- La chiesa parrocchiale dedicata a San Nicola, risalente al XII secolo;

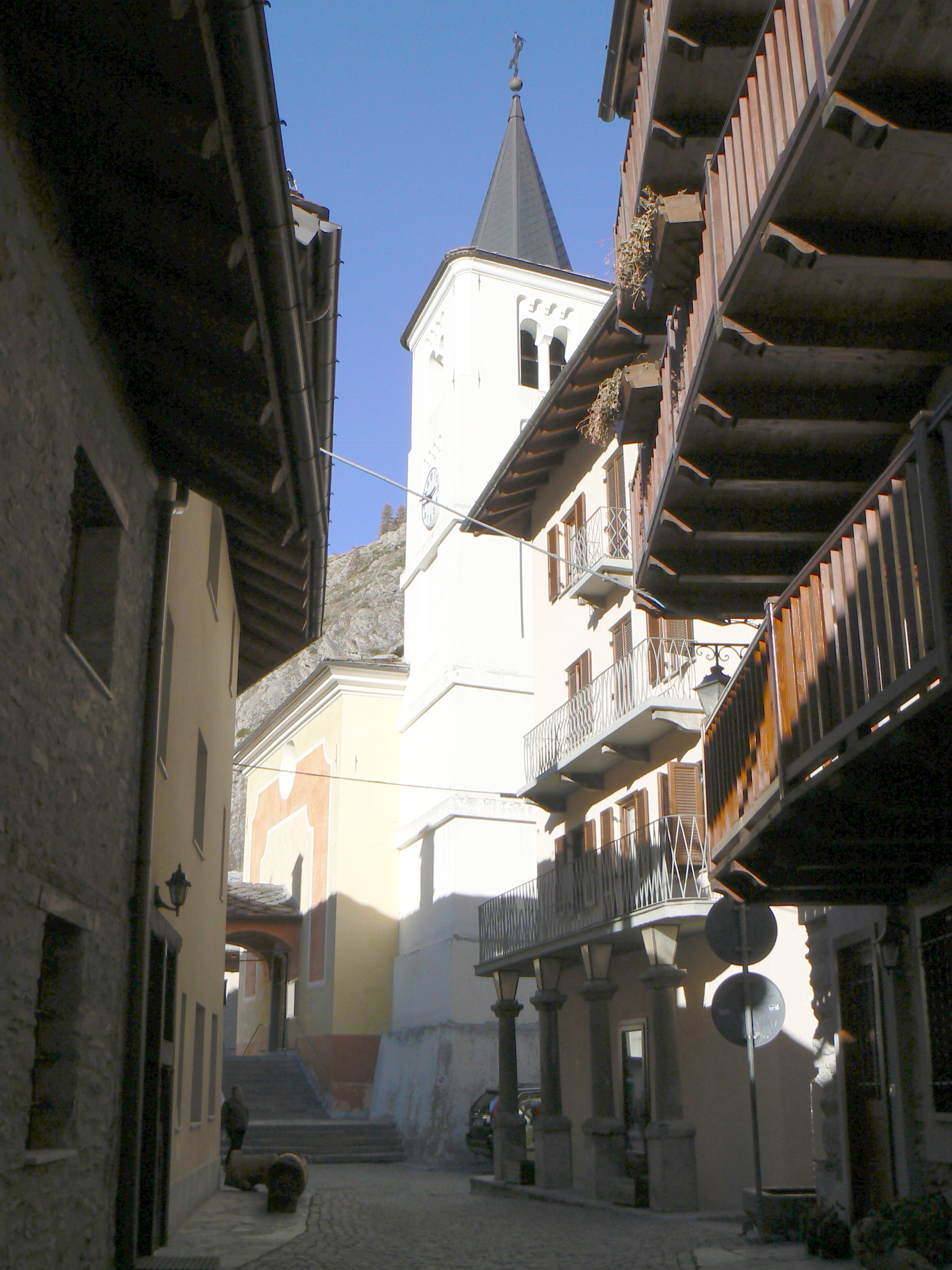
La chiesa parrocchiale

- Ospizio mauriziano.

### Architetture militari

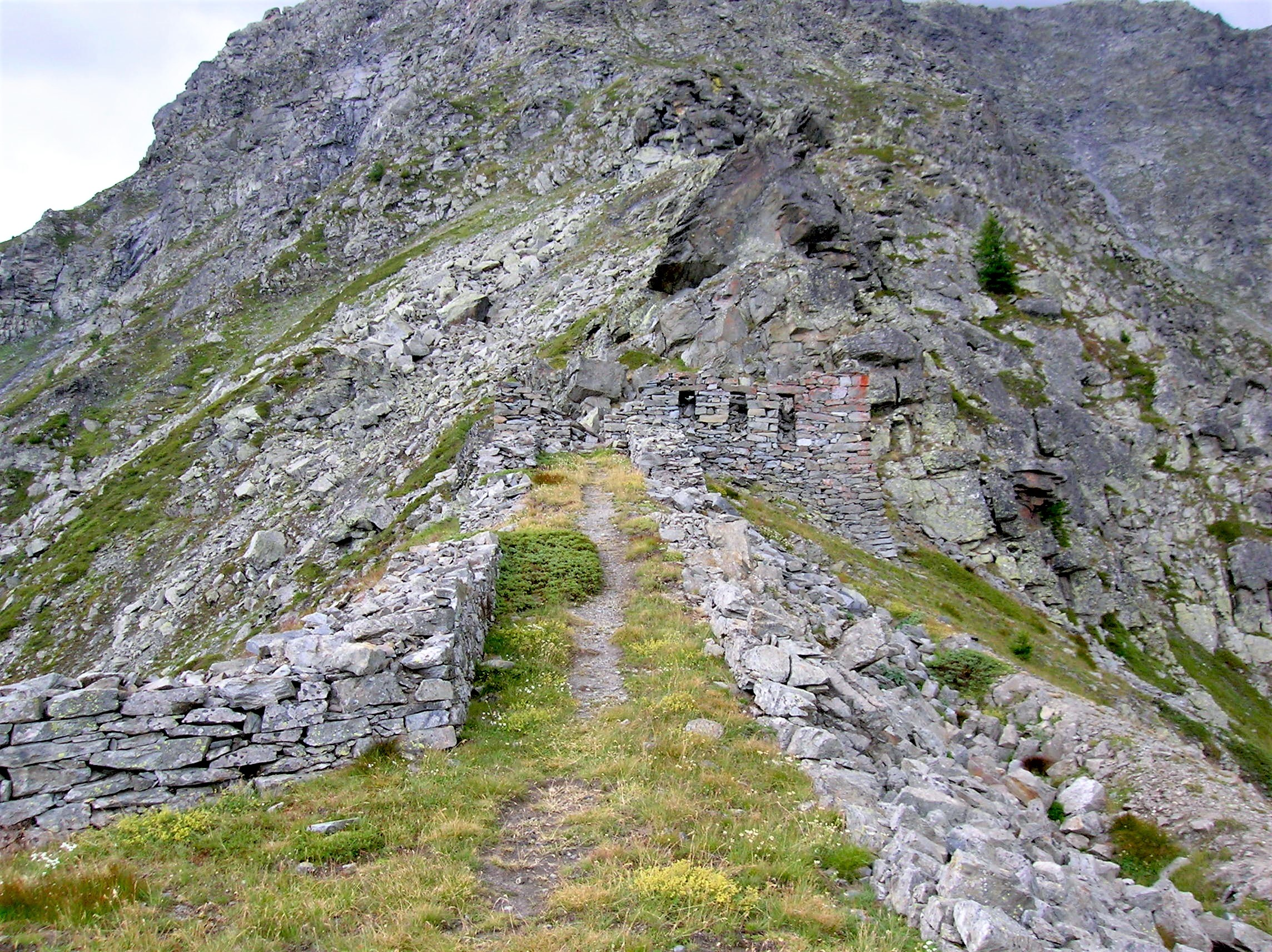
La linea difensiva al Colle della Croce

- La posizione strategica della valle è ricordata dalle fortificazioni del Principe Tommaso del XVII secolo, in località Mont du Parc, lungo le quali l'esercito di casa Savoia arrestò, in due occasioni, le truppe francesi.
- Nel XIX e XX secolo il Regno d'Italia costruì fortificazioni e trincee sullo spartiacque che fungeva allora da frontiera e in zone elevate più arretrate, i cui resti sono ancora oggi visibili. In località Mont du Parc, lungo la strada per il colle san Carlo, si segnala il complesso dei trinceramenti del principe Tommaso.
- Fortificazioni al Colle della Croce e dei Monti Belvedere e Chaz Duraz
- Ricovero Capitano Sandrino
- I trinceramenti del principe Tommaso furono la seconda linea difensiva del Principe Tommaso, da cui si arriva alla Ridotta Nicolon.
- La prima linea difensiva composta dalle opere del Piccolo San Bernardo, tra cui le postazioni del Colle Traversette (la Freccia e la Ridotta Sarda)
- Nel vallone Reclus si trovano i resti dell'ottocentesca Redoute Ruinée.[16]
- Da ricordare la presenza per secoli della casaforte o castello dei nobili Châtelard (o du Châtelar), da tempo scomparso, di cui resta memoria nel toponimo omonimo.

### Miniere
Le antiche miniere d'argento, antracite e carbone sono state sfruttate in particolar modo dalla Cogne di Aosta. Per il trasporto del materiale fra il 1929 e il 1962 era attiva la ferrovia La Thuile-Arpy, una linea mineraria che consentiva di trasportare l'antracite fino alla piana di Arpy per essere caricata sulla teleferica che la trasportava presso la stazione di Morgex.

### Siti archeologici
La Thuile è l'ultimo comune italiano sulla strada del colle del Piccolo San Bernardo (SS26), passo storico per i collegamenti tra l'Italia e la Francia.

Su tale passo (a 2 188 m s.l.m.) si trovano infatti segni della presenza dei Salassi, popolazione pre-romana di origine celtica, che hanno lasciato il cromlech del Piccolo San Bernardo.
Ancora più numerose le costruzioni di epoca romana: mansio orientale e occidentale, fanum gallo-romano, edificio a cortile (forse un santuario), colonna di Giove (Columna Iovis in latino, Colonne de Joux in francese). In tale periodo il colle era chiamato Alpis Graia.
Nel Medioevo la colonna di Giove (4,5 m di altezza) diede il nome al colle, detto infatti Mons Minoris Iovis. Lo stesso ospizio del Piccolo San Bernardo, costruito grazie alla spinta dei monaci di Bernardo d'Aosta dopo la rovina delle mansio di epoca romana, era detto Hospitale Columnæ Iovis.

### Aree naturali
- Lago Verney;
- Ghiacciaio del Rutor;
- Gli ambienti d'alta quota delle combe Thuilette e Sozin sono un sito di interesse comunitario.

In territorio francese è degno di nota il Giardino botanico alpino Chanousia, nato nel 1897 per opera dell'abate valdostano Pierre Chanoux.

## Società

### Evoluzione demografica
Abitanti censiti

### Lingue e dialetti
Come nel resto della regione, anche in questo comune è diffuso il patois valdostano. Il patois di La Thuile, come quello di tutta la Valdigne, è quello più influenzato dalla lingua francese.

## Cultura

### Biblioteche
In via Paolo Debernard 11 ha sede la biblioteca comunale.

### Musei
- Maison-musée Berton, nel villaggio di Entrèves, un museo dell'artigianato valdostano, dedicato alla memoria e all'opera dei fratelli Robert e Louis Berton;
- La miniera dell'argento;
- Museo parrocchiale.

### Eventi
- In estate, la Fête des bergers (Festa dei pastori) al colle del Piccolo San Bernardo, organizzato con i comuni del versante savoiardo (Séez, Bourg-Saint-Maurice, ecc.);
- La Pass' Pitchü, festa della riapertura del Colle del Piccolo San Bernardo dopo la chiusura invernale, organizzata a turno da La Thuile e dal comune di Séez.[18][19]

## Geografia antropica

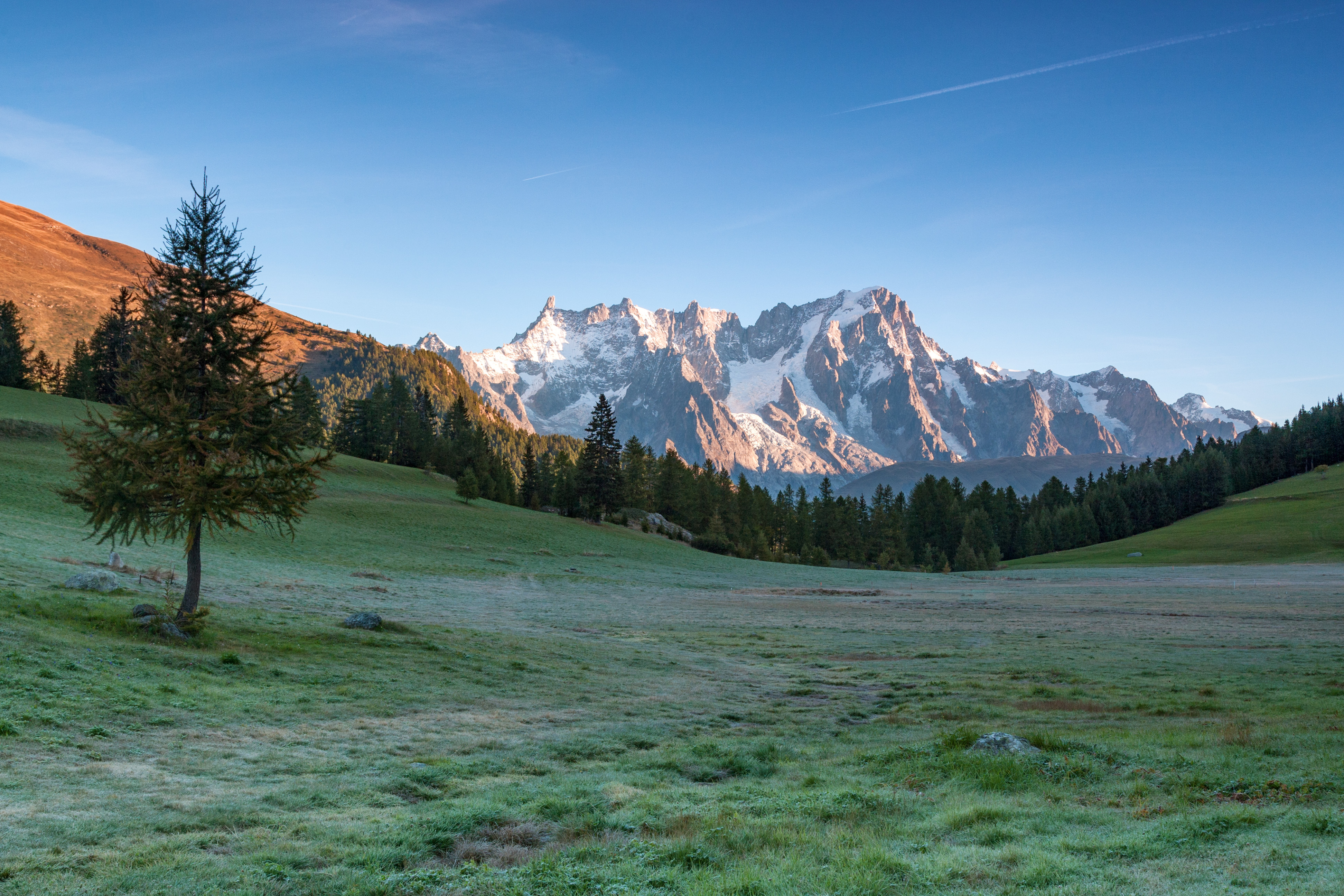
Il Dente del Gigante e le Grandes Jorasses visti da Petosan

### Villaggi
Arly, Bathieu, Buic, Entrèves, Grande Golette, Les Granges, Moulin, Petite Golette, Pont Serrand, Thovex, Villaret.

### Località
Faubourg, La Joux, Les Suches, Petit-Saint-Bernard, Petosan, Pierre-carrée, Preylet, Preyllon.

### Alpeggi
Rutor, Plan-Veilet, La Thuilette, Terrier du Porassey, Savarettaz, Tormotte , La Tour.

## Economia

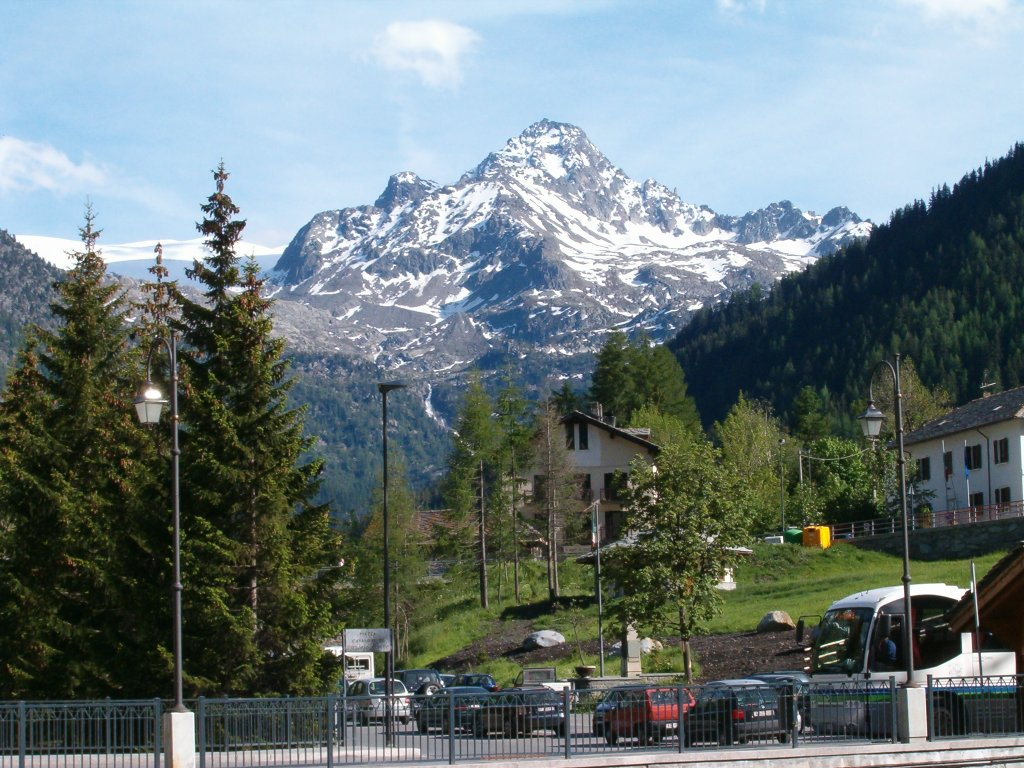
Vista di La Thuile

### Industria
Ormai concluse nel 1966 le attività estrattive (carbone), presenti in forma artigianale dal primo '800 e potenziati in forma industriale grazie alla acciaieria Cogne di Aosta nella fine degli anni venti.

### Turismo
Come buona parte della Valle d'Aosta, l'economia del comune si basa sul turismo: nel periodo invernale le presenze sono dovute allo sci alpino, grazie a numerosi impianti dell'Espace San Bernardo che raggiungono la località di La Rosière in territorio francese.
Nel periodo estivo le escursioni più significative si snodano verso il rifugio Albert Deffeyes, il ghiacciaio del Rutor e la vetta della Testa del Rutor. Altre escursioni si diramano all'interno del vallone d'Arpy.

## Amministrazione

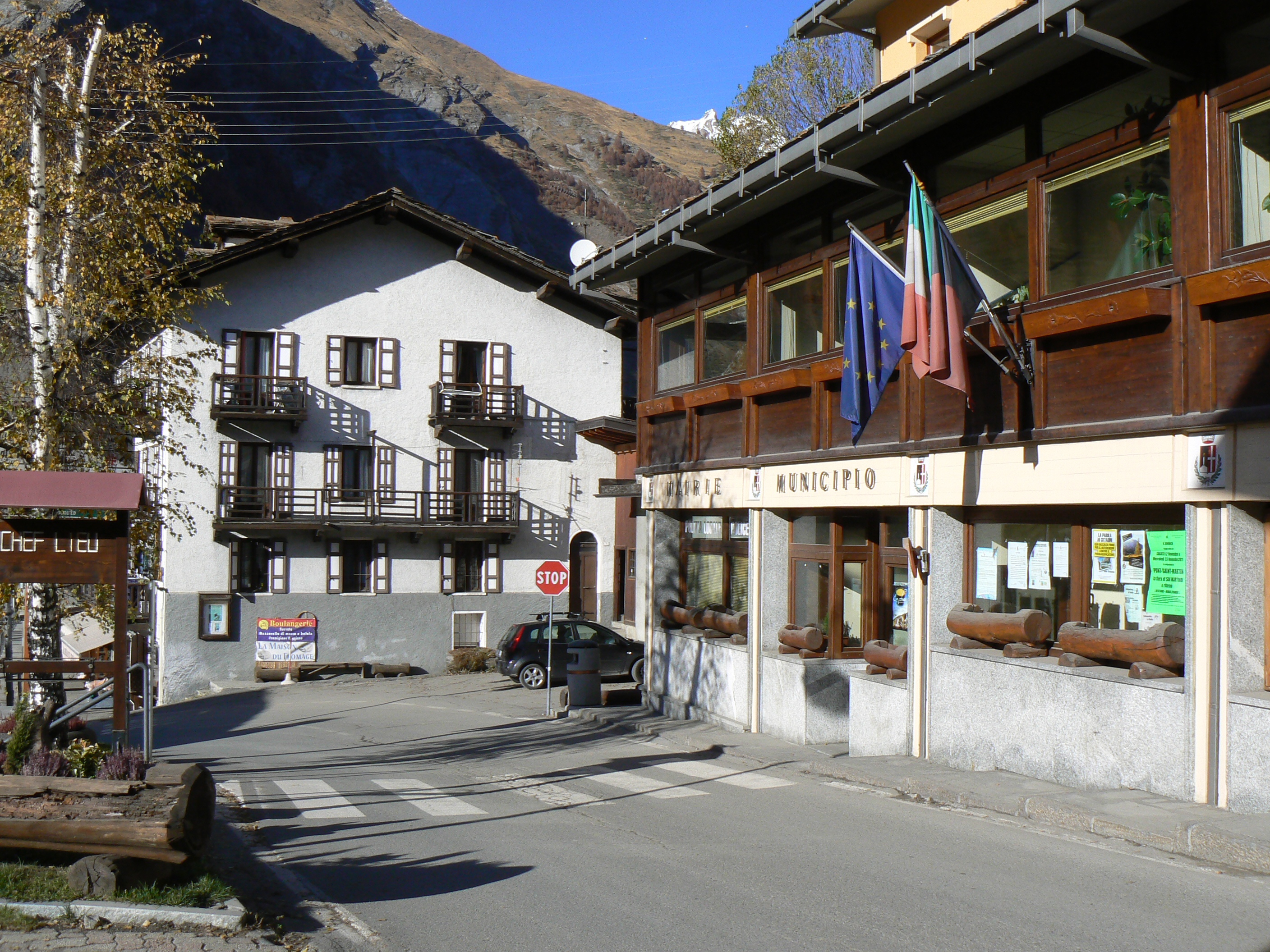
Il municipio

La Thuile fa parte dell'Unité des Communes valdôtaines Valdigne-Mont-Blanc.
Di seguito è presentata una tabella relativa alle amministrazioni che si sono succedute in questo comune.
| Periodo        | Periodo        | Primo cittadino   | Partito          | Carica  | Note   |
| -------------- | -------------- | ----------------- | ---------------- | ------- | ------ |
| 7 giugno 1985  | 21 maggio 1990 | Giuseppe Vauterin | Union Valdôtaine | Sindaco | [ 20 ] |
| 21 maggio 1990 | 29 maggio 1995 | Giuseppe Vauterin | Union Valdôtaine | Sindaco | [ 20 ] |
| 3 giugno 1995  | 8 maggio 2000  | Gilberto Roulet   | -                | Sindaco | [ 20 ] |
| 8 maggio 2000  | 9 maggio 2005  | Gilberto Roulet   | lista civica     | Sindaco | [ 20 ] |
| 9 maggio 2005  | 24 maggio 2010 | Gilberto Roulet   | lista civica     | Sindaco | [ 20 ] |
| 24 maggio 2010 | 11 maggio 2015 | Carlo Orlandi     | lista civica     | Sindaco | [ 20 ] |
| 18 maggio 2015 | in carica      | Mathieu Ferraris  | lista civica     | Sindaco | [ 20 ] |

### Gemellaggi
- Alassio
- Laigueglia

## Sport
In questo comune si gioca a fiolet e palet, caratteristici sport tradizionali valdostani.

### Sci
La Thuile è una nota località sciistica: grazie al collegamento con la stazione sciistica francese di La Rosière, l'Espace San Bernardo (denominazione risalente al 2004) vanta un comprensorio di 160 km composto da 80 piste per la pratica dello sci alpino servite da 38 impianti a fune, tra cui 21 seggiovie, 11 skilift ed 1 cabinovia DMC, oltre a una ventina di chilometri di piste per lo sci di fondo.
Nel febbraio 2016 e nel 2020 sulle piste di La Thuile (ed in particolare sulla pista 3 Franco Berthod) si sono tenute gare di discesa libera e supergigante valide per la Coppa del Mondo di sci alpino femminile.
Il 15 e 16 marzo 2025 La Thuile ospiterà nuovamente delle competizioni del massimo circuito mondiale: una discesa libera e un superG femminile. Le gare si disputeranno sulla Pista 3 Franco Berthod, che già ha ospitato competizioni di Coppa del mondo altre due volte, nella stagione 2016 e poi nel 2020.

## Galleria d'immagini

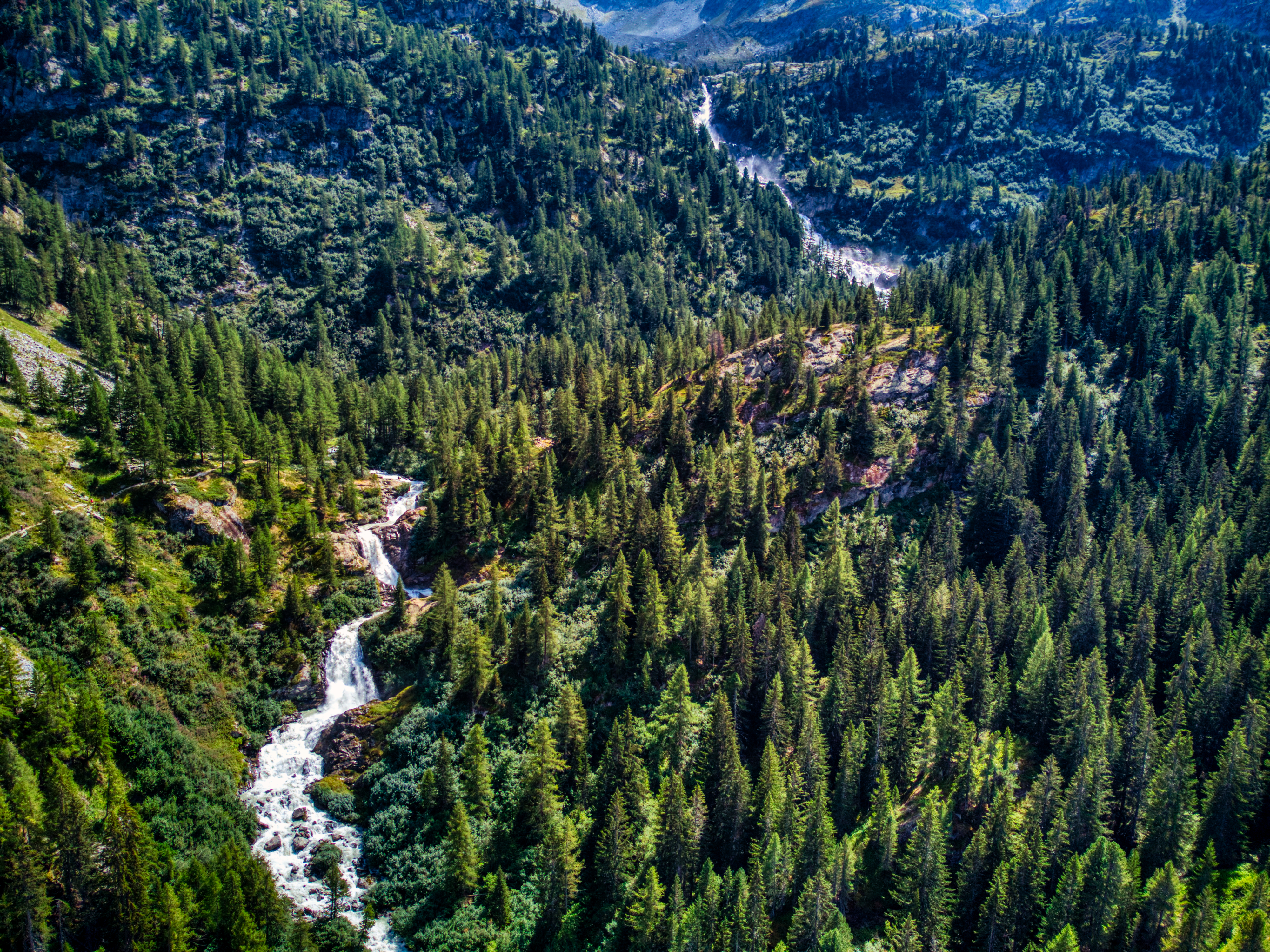
Cascate del Rutor